# Marvin Plattenhardt
Marvin Plattenhardt (Filderstadt, 26 de enero de 1992) es un exfutbolista alemán que jugaba en la posición de defensa y fue internacional con la selección alemana.

## Trayectoria

### Clubes
Era conocido por su buen lanzamiento de tiro libre, jugó desde 2010 hasta 2014 en el F. C. Núremberg, donde disputó sesenta y tres partidos de liga y marcó dos goles. Posteriormente, fichó por el Hertha Berlín, y llegó a anotar sus primeros siete goles en la Bundesliga de tiro libre. En mayo de 2018 extendió su contrato con la institución por más de dos años. Dejó el club al finalizar la temporada 2022-23 y hasta enero de 2024 estuvo en conversaciones con otros equipos, pero finalmente en septiembre de ese año optó por retirarse.

### Selección nacional
Plattenhardt ganó el Campeonato Europeo Sub-17 de la UEFA 2009 y disputó con el equipo la Copa del Mundo de ese año. En mayo de 2017 fue incluido por Joachim Löw en la lista de jugadores que jugarían la Copa Confederaciones, que los alemanes ganaron. El 4 de junio de 2018, fue incluido por Löw en la lista de veintitrés futbolistas que viajarían a Rusia a disputar la Copa del Mundo. El seleccionado alemán integró el grupo F junto con las selecciones de Corea del Sur, México y Suecia, y fue eliminado en primera ronda. Plattenhardt jugó el encuentro contra los mexicanos debido a que Jonas Hector tenía gripe; no tuvo demasiada participación y, de acuerdo con The Independent, fue «ineficaz».

#### Participaciones en Copas del Mundo
| Mundial                     | Sede    | Resultado        |
| --------------------------- | ------- | ---------------- |
| Copa Mundial Sub-17 de 2009 | Nigeria | Octavos de final |
| Copa Mundial de 2018        | Rusia   | Fase de grupos   |

#### Participaciones en Eurocopas
| Torneo                  | Sede     | Resultado |
| ----------------------- | -------- | --------- |
| Eurocopa Sub-17 de 2009 | Alemania | Campeón   |

#### Participaciones en Copa Confederaciones
| Torneo                    | Sede  | Resultado |
| ------------------------- | ----- | --------- |
| Copa Confederaciones 2017 | Rusia | Campeón   |

## Estadísticas

### Clubes
La siguiente tabla detalla los encuentros disputados y los goles marcados por Plattenhardt en los clubes en los que militó.
| Club                             | Div.          | Temporada     | Liga  | Liga  | Copas nacionales | Copas nacionales | Copas internacionales | Copas internacionales | Total | Total |
| Club                             | Div.          | Temporada     | Part. | Goles | Part.            | Goles            | Part.                 | Goles                 | Part. | Goles |
| -------------------------------- | ------------- | ------------- | ----- | ----- | ---------------- | ---------------- | --------------------- | --------------------- | ----- | ----- |
| 1. F. C. Núremberg II · Alemania | 4.ª           | 2009-10       | 9     | 0     | ―                | ―                | ―                     | ―                     | 9     | 0     |
| 1. F. C. Núremberg II · Alemania | 4.ª           | 2010-11       | 21    | 0     | ―                | ―                | ―                     | ―                     | 21    | 0     |
| 1. F. C. Núremberg · Alemania    | 1.ª           | 2010-11       | 9     | 0     | 0                | 0                | ―                     | ―                     | 9     | 0     |
| 1. F. C. Núremberg · Alemania    | 1.ª           | 2011-12       | 9     | 0     | 2                | 0                | ―                     | ―                     | 11    | 0     |
| 1. F. C. Núremberg II · Alemania | 4.ª           | 2011-12       | 8     | 0     | ―                | ―                | ―                     | ―                     | 8     | 0     |
| 1. F. C. Núremberg II · Alemania | 4.ª           | 2012-13       | 8     | 0     | ―                | ―                | ―                     | ―                     | 8     | 0     |
| 1. F. C. Núremberg II · Alemania | Total club    | Total club    | 46    | 0     | 0                | 0                | 0                     | 0                     | 46    | 0     |
| 1. F. C. Núremberg · Alemania    | 1.ª           | 2012-13       | 14    | 1     | 0                | 0                | ―                     | ―                     | 14    | 1     |
| 1. F. C. Núremberg · Alemania    | 1.ª           | 2013-14       | 31    | 1     | 1                | 0                | ―                     | ―                     | 32    | 1     |
| 1. F. C. Núremberg · Alemania    | Total club    | Total club    | 63    | 2     | 3                | 0                | 0                     | 0                     | 66    | 2     |
| Hertha Berlín II · Alemania      | 4.ª           | 2014-15       | 2     | 0     | ―                | ―                | ―                     | ―                     | 2     | 0     |
| Hertha Berlín II · Alemania      | Total club    | Total club    | 2     | 0     | 0                | 0                | 0                     | 0                     | 2     | 0     |
| Hertha Berlín · Alemania         | 1.ª           | 2014-15       | 15    | 0     | 0                | 0                | ―                     | ―                     | 15    | 0     |
| Hertha Berlín · Alemania         | 1.ª           | 2015-16       | 33    | 2     | 4                | 0                | ―                     | ―                     | 37    | 2     |
| Hertha Berlín · Alemania         | 1.ª           | 2016-17       | 27    | 3     | 2                | 0                | 2                     | 0                     | 31    | 3     |
| Hertha Berlín · Alemania         | 1.ª           | 2017-18       | 33    | 0     | 2                | 0                | 3                     | 0                     | 38    | 0     |
| Hertha Berlín · Alemania         | 1.ª           | 2018-19       | 22    | 1     | 3                | 1                | ―                     | ―                     | 25    | 2     |
| Hertha Berlín · Alemania         | 1.ª           | 2019-20       | 17    | 0     | 2                | 0                | ―                     | ―                     | 19    | 0     |
| Hertha Berlín · Alemania         | 1.ª           | 2020-21       | 16    | 0     | 1                | 0                | ―                     | ―                     | 17    | 0     |
| Hertha Berlín · Alemania         | 1.ª           | 2021-22       | 23    | 1     | 2                | 0                | ―                     | ―                     | 25    | 1     |
| Hertha Berlín · Alemania         | 1.ª           | 2022-23       | 31    | 0     | 1                | 0                | ―                     | ―                     | 32    | 0     |
| Hertha Berlín · Alemania         | Total club    | Total club    | 217   | 7     | 17               | 1                | 5                     | 0                     | 239   | 8     |
| Total carrera                    | Total carrera | Total carrera | 328   | 9     | 20               | 1                | 5                     | 0                     | 353   | 10    |
| 1. 2. 3.                         |               |               |       |       |                  |                  |                       |                       |       |       |

### Selección nacional
La siguiente tabla detalla los encuentros disputados y los goles marcados por Plattenhardt con la selección alemana.
| Sub-17 · Alemania   | 2008  | 2  | 0 | - | - | - | - | - | - | - | - | 2  | 0 |
| Sub-17 · Alemania   | 2009  | 0  | 0 | - | - | 5 | 0 | 4 | 0 | - | - | 9  | 0 |
| Sub-17 · Alemania   | Total | 2  | 0 | 0 | 0 | 5 | 0 | 4 | 0 | 0 | 0 | 11 | 0 |
| Sub-18 · Alemania   | 2009  | 1  | 0 | - | - | - | - | - | - | - | - | 1  | 0 |
| Sub-18 · Alemania   | 2010  | 5  | 0 | - | - | - | - | - | - | - | - | 5  | 0 |
| Sub-18 · Alemania   | Total | 6  | 0 | 0 | 0 | 0 | 0 | 0 | 0 | 0 | 0 | 6  | 0 |
| Sub-19 · Alemania   | 2010  | 5  | 0 | - | - | - | - | - | - | - | - | 5  | 0 |
| Sub-19 · Alemania   | 2011  | 6  | 0 | - | - | - | - | - | - | - | - | 6  | 0 |
| Sub-19 · Alemania   | Total | 11 | 0 | 0 | 0 | 0 | 0 | 0 | 0 | 0 | 0 | 11 | 0 |
| Sub-20 · Alemania   | 2011  | 2  | 0 | - | - | - | - | - | - | - | - | 2  | 0 |
| Sub-20 · Alemania   | 2012  | 3  | 0 | - | - | - | - | - | - | - | - | 3  | 0 |
| Sub-20 · Alemania   | 2013  | 2  | 0 | 1 | - | - | - | - | - | - | - | 2  | 0 |
| Sub-20 · Alemania   | Total | 7  | 0 | 0 | 0 | 0 | 0 | 0 | 0 | 0 | 0 | 7  | 0 |
| Sub-21 · Alemania   | 2012  | 1  | 0 | - | - | - | - | - | - | - | - | 1  | 0 |
| Sub-21 · Alemania   | 2013  | 1  | 0 | 4 | 0 | - | - | - | - | - | - | 5  | 0 |
| Sub-21 · Alemania   | 2014  | 1  | 0 | - | - | - | - | - | - | - | - | 1  | 0 |
| Sub-21 · Alemania   | Total | 3  | 0 | 4 | 0 | 0 | 0 | 0 | 0 | 0 | 0 | 7  | 0 |
| Absoluta · Alemania | 2017  | 2  | 0 | 2 | 0 | - | - | - | - | 1 | 0 | 5  | 0 |
| Absoluta · Alemania | 2018  | 1  | 0 | 0 | 0 | - | - | 1 | 0 | - | - | 2  | 0 |
| Absoluta · Alemania | Total | 3  | 0 | 2 | 0 | 0 | 0 | 1 | 0 | 1 | 0 | 7  | 0 |
| Total               | Total | 32 | 0 | 6 | 0 | 5 | 0 | 5 | 0 | 1 | 0 | 49 | 0 |
| 1. 2. 3.            |       |    |   |   |   |   |   |   |   |   |   |    |   |

### Resumen estadístico
| Competición            | Partidos | Goles | Promedio |
| ---------------------- | -------- | ----- | -------- |
| Liga                   | 241      | 8     | 0,03     |
| Copas nacionales       | 19       | 1     | 0,05     |
| Copas internacionales  | 5        | 0     | 0        |
| Selección de Alemania  | 7        | 0     | 0        |
| Selecciones inferiores | 42       | 0     | 0        |
| Total                  | 314      | 9     | 0,02     |

## Palmarés

### Campeonatos internacionales
| Título                      | Equipo (*)            | Sede     | Año  |
| --------------------------- | --------------------- | -------- | ---- |
| Campeonato de Europa Sub-17 | Selección de Alemania | Alemania | 2009 |
| Copa Confederaciones        | Selección de Alemania | Rusia    | 2017 |

(*) Incluyendo la selección.